# Ministère des Affaires intérieures (Luxembourg)
Pour les articles homonymes, voir ministère de l'Intérieur.
Au Grand-Duché de Luxembourg, le ministère des Affaires intérieures (en luxembourgeois : Inneministère et en allemand : Ministerium für innere Angelegenheiten), est l'administration responsable des affaires communales, de l'aménagement communal, du développement urbain et des services de secours du pays.
Depuis le 17 novembre 2023, Léon Gloden est le ministre des Affaires intérieures.

## Historique
| Nom | Nom | Nom                                    | Dates du mandat | Dates du mandat | Parti | Gouvernement(s)                                             |
| --- | --- | -------------------------------------- | --------------- | --------------- | ----- | ----------------------------------------------------------- |
|     |     | Norbert Dumont                         | 15/07/1926      | 24/12/1936      | RLP   | Bech                                                        |
|     |     | Nicolas Braunshausen                   | 24/12/1936      | 05/11/1937      | RLP   | Bech                                                        |
|     |     | Étienne Schmit                         | 05/11/1937      | 19/12/1937      | RLP   | Dupong-Krier                                                |
|     |     | Joseph Bech (par intérim)              | 19/12/1937      | 23/02/1945      | RP    | Dupong-Krier En exil Libération                             |
|     | CSV | Joseph Bech (par intérim)              | 19/12/1937      | 23/02/1945      |       | Dupong-Krier En exil Libération                             |
|     |     | Robert Als                             | 23/02/1945      | 14/11/1945      | SE    | Libération                                                  |
|     |     | Eugène Schaus                          | 14/11/1945      | 03/07/1951      | GD    | Union Nationale Dupong-Schaus                               |
|     |     | Pierre Frieden                         | 03/07/1951      | 23/02/1959      | CSV   | Dupong-Bodson Bech-Bodson Frieden                           |
|     |     | Pierre Werner (par intérim)            | 23/02/1959      | 02/03/1959      | CSV   | Frieden                                                     |
|     |     | Pierre Grégoire                        | 02/03/1959      | 15/07/1964      | CSV   | Werner-Schaus I                                             |
|     |     | Henry Cravatte (Vice-Premier ministre) | 15/07/1964      | 06/02/1969      | LSAP  | Werner-Cravatte                                             |
|     |     | Eugène Schaus (Vice-Premier ministre)  | 06/02/1969      | 15/06/1974      | DP    | Werner-Schaus II                                            |
|     |     | Jos Wohlfart                           | 15/06/1974      | 16/07/1979      | LSAP  | Thorn-Vouel-Berg                                            |
|     |     | Jean Wolter                            | 16/07/1979      | 22/02/1980      | CSV   | Werner-Thorn-Flesch                                         |
|     |     | Jean Spautz                            | 03/03/1980      | 26/01/1995      | CSV   | Werner-Thorn-Flesch Santer-Poos I, II et III Juncker-Poos I |
|     |     | Michel Wolter                          | 26/01/1995      | 31/07/2004      | CSV   | Juncker-Poos II Juncker-Polfer                              |
|     |     | Jean-Marie Halsdorf                    | 31/07/2004      | 04/12/2013      | CSV   | Juncker-Asselborn I et II                                   |
|     |     | Dan Kersch                             | 04/12/2013      | 05/12/2018      | LSAP  | Bettel I                                                    |
|     |     | Taina Bofferding                       | 05/12/2018      | 17/11/2023      | LSAP  | Bettel II                                                   |
|     |     | Léon Gloden                            | 17/11/2023      | En fonction     | CSV   | Frieden                                                     |

## Missions et attributions
Les attributions du ministère de l'Intérieur sont définies par l'arrêté grand-ducal portant constitution des ministères.
Les missions principales du ministère concernent les affaires communales, l'aménagement communal et développement urbain et les services de secours.